# Siphonophora lafloridae
Siphonophora lafloridae är en mångfotingart som beskrevs av Kraus 1955. Siphonophora lafloridae ingår i släktet Siphonophora och familjen Siphonophoridae. Inga underarter finns listade i Catalogue of Life.